# Ursula Eisenberg
Ursula Eisenberg (* 21. August 1945 in Spornitz) ist eine deutsche Schriftstellerin.

## Leben
Sie wuchs in Kassel auf und lebt seit 1965 in Berlin, wo sie zunächst in den Schuldienst ging, was sie aber 1978 aufgab. Neben dem Schreiben arbeitet sie in der Erzieherausbildung als Lehrerin für Musik und Theater. Ihr Roman Tochter eines Richters von 1992 trägt offenbar autobiographische Züge. Ferner veröffentlichte sie u. a. Da kommt noch was nach (1981), Und wo bleib ich? (1986) und Mauerpfeffer (1995). Ursula Eisenberg hat seit 1982 eine Tochter.

## Werke
- „Ich hätte es mir nicht geglaubt …“. Text-o-phon, Wiesbaden c 2001, ISBN 3-927018-14-7.
- Mauerpfeffer. Fischer-Taschenbuch-Verlag, Frankfurt am Main 1996, ISBN 3-596-12638-X.
- Tochter eines Richters. Fischer-Taschenbuch-Verlag, Frankfurt am Main 1992, ISBN 3-596-10622-2.
- „Und wo bleib ich?“. Rowohlt, Reinbek bei Hamburg 1986, ISBN 3-499-18090-1.
- Da kommt noch was nach. Schmid, Berlin 1981, ISBN 3-922880-01-0.
- Das Dorf, die anderen und ein Hund …, Roman, 2015, Stadthaus-Verlag, ISBN 978-3-922299-42-4
- Ich sag's im Guten, Zeitgedichte, 2016, Stadthaus-Verlag, ISBN 978-3-922299-47-9
- Vom Abenteuer, alt zu werden, Gedichte, 2017, Stadthaus-Verlag, ISBN 978-3-922299-51-6
- Zeit-Lupe, Gedichte, 2018, Stadthaus-Verlag, ISBN 978-3-922299-56-1
- „68“ und der Sumpf einer Bildungsfamilie. Erzählung. Aus: 68 – Es gab nicht nur Demos, Stadthaus-Verlag, ISBN 978-3-922299-53-0